# Нирошур
Нирошу́р (рос. Нырошур) — присілок у складі Шарканського району Удмуртії, Росія.

## Населення
Населення — 84 особи (2010; 113 у 2002).
Національний склад станом на 2002:
- удмурти — 96 %

## Урбаноніми[3]
- вулиці — Лісова, Ставкова